# Marie-Thérèse Assiga Ahanda
Marie-Thérèse Catherine Atangana Assiga Ahanda, née en 1941 à Yaoundé au Cameroun et morte en 2014 au Cameroun, est une chimiste camerounaise, mais aussi une femme de lettres et la cheffe suprême des peuples Ewondo et Bané.

## Biographie
Née en 1941, elle est la fille de Charles Atangana, chef suprême des peuples Ewondo et  Bané, et de sa seconde femme, Julienne Ngonoa. Son père meurt en 1943,. 
Elle est mariée à un financier, du nom d'Assiga, qui devient un haut responsable de la Banque des États de l’Afrique centrale (BEAC). Elle travaille quelques années dans le département des sciences de l'université de Yaoundé. Elle s'installe ensuite avec son mari en République du Congo. En 1978, elle publie Sociétés africaines et 'High Society' : Petite ethnologie de l'arrivisme, un roman où deux jeunes gens, reviennent sur le continent africain et découvrent leur pays, après l'indépendance, à la fois en plein essor économique et avec une corruption qui le gangrène,. Ils retournent au Cameroun, et elle est élue à l'Assemblée Nationale du Cameroun, de 1983 à 1988. 
Elle ambitionne longtemps de reprendre le rôle de son père, de chef suprême, des peuples Ewondo et  Bané. Dans les années 1970, le président Ahmadou Ahidjo ne se montre pas  favorable à cette chefferie supérieure des Ewondo et des Bene, et favorise plutôt une multitude de chefferies traditionnelles autonomes à travers le pays Beti du Cameroun. Son successeur, Paul Biya s'inscrit durant les années 1980 dans le prolongement de cette politique et les caciques traditionalistes imaginent mal une femme dans ce rôle. Mais dans les années 1990, son vice-Premier ministre et ministre de l’Administration territoriale, Gilbert Andze Tsoungui, ainsi qu’Emah Basile, délégué du gouvernement auprès de la Communauté urbaine de Yaoundé, voient les choses différemment. 
Le gouvernement camerounais confirme finalement Marie-Thérèse Assiga comme reine des Ewondo et des Benes quelque temps avant 1996,. En décembre 2000, elle lance la rénovation du palais de son père, un projet au coût estimé à 150 000 000 francs CFA. Elle rencontre par ailleurs beaucoup de réticences à son positionnement.
Elle meurt le 1er février 2014.

## Principales publications
- Sociétés africaines et 'High Society' : Petite ethnologie de l'arrivisme, Libreville, Lion, 1978, roman.
- Je suis raciste, Yaoundé, Clé, 1982.
- « Turbulences », Mots Pluriels, numéro 9, 1999.